# Иланлытепе
Иланлытепе (азерб. İlanlıtəpə) — поселение в Закавказье, относящееся к эпохе энеолита, расположенное у села Баш-Карвенд Агдамского района Азербайджана.
В ходе раскопок было установлено наличие в этих местах в VI—IV тыс. до н. э. сырцовой архитектуры с прямоугольными и круглыми в плане жилищами, со множеством каменных орудий для обработки шкур, кости и дерева и костяными орудиями труда, сравнительно развитой керамической посудой.